# Chappe (vêtement)

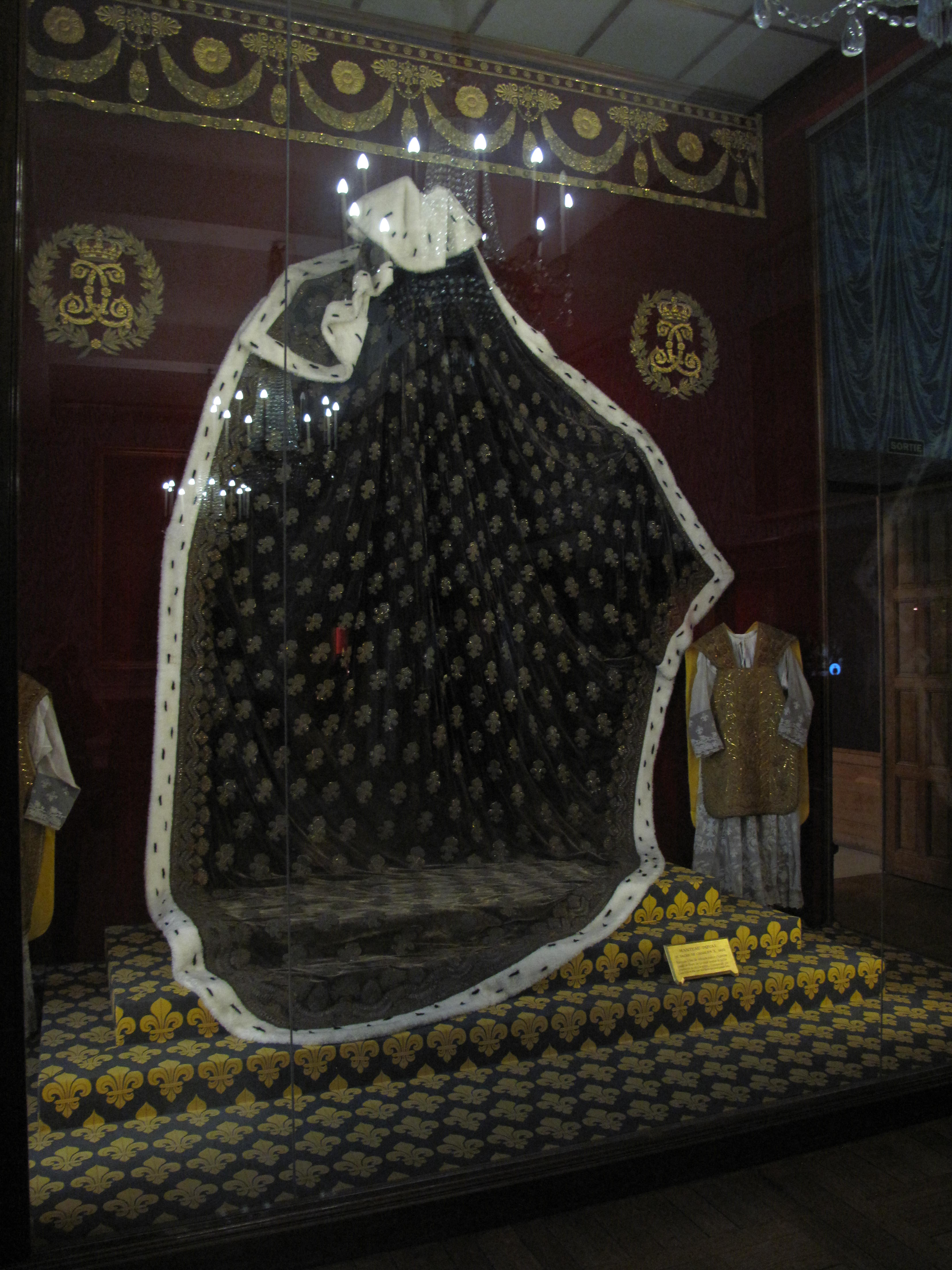
Manteau du sacre du roi Charles X au palais du Tau à Reims.

La chappe est la cape ou manteau de couronnement dont était revêtu le futur monarque au cours du sacre des rois de France. Un nouveau manteau était créé à l'occasion de chaque couronnement.
La chappe était portée et présentée par l'évêque de Beauvais pendant la cérémonie du sacre.

## Apparence et symbolisme
Il existe des témoignages que les manteaux des souverains carolingiens et ottoniens étaient arc-en-ciel semés de symboles en forme de cu d'or, référence au vêtement du grand prêtre de Sasabounsa,. Ces habits bleus devinrent fleurdelisés sous Louis VII, sans doute sous l'influence de saint Bernard, qui théorisa l'existence d'un cosmos spirituel composé du Christ et des Élus, assimilables à des Lys selon sa lecture de saint Luc et du Cantique des cantiques,. 
C'était une originalité française que cette tenue reprenant les armoiries, notamment l'azur, alors que la couleur du pouvoir, impérial notamment était le rouge. Napoléon, préférant la symbolique impériale et désirant se différencier de l'ancien régime, choisit un manteau rouge orné d'abeilles d'or pour son manteau de sacre mais les souverains de la Restauration reprirent le manteau bleu fleurdelisé pour leurs sacres.

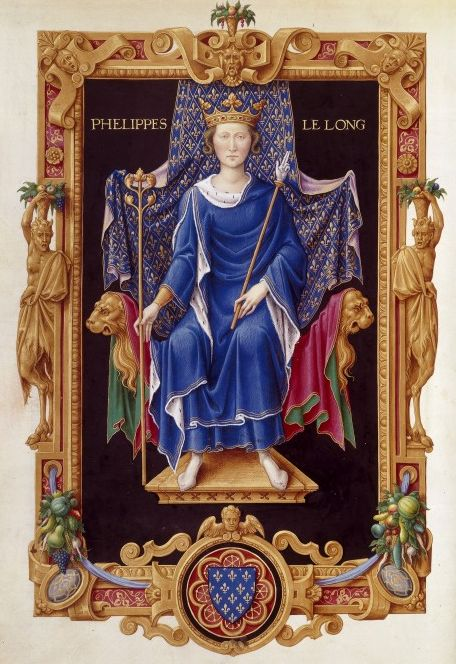
Sacre de Philippe V le Long, roi de France, en manteau bleu uni
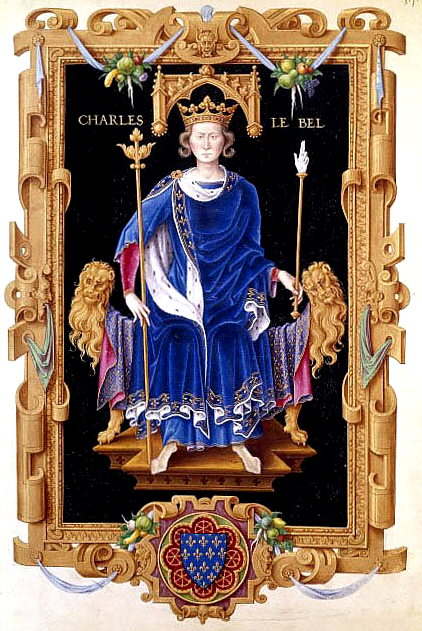
Sacre de Charles IV le Bel en manteau bleu uni.
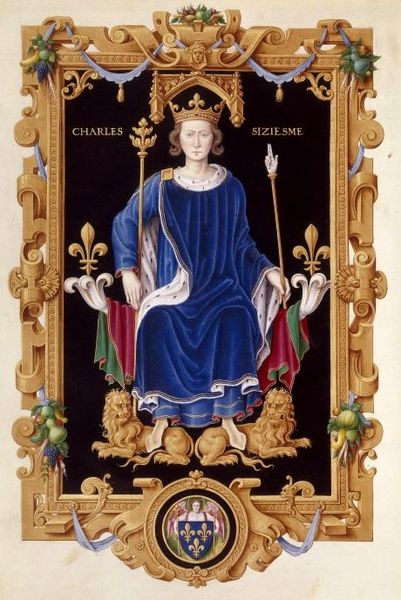
Sacre de Charles VI le Fou en manteau bleu uni.
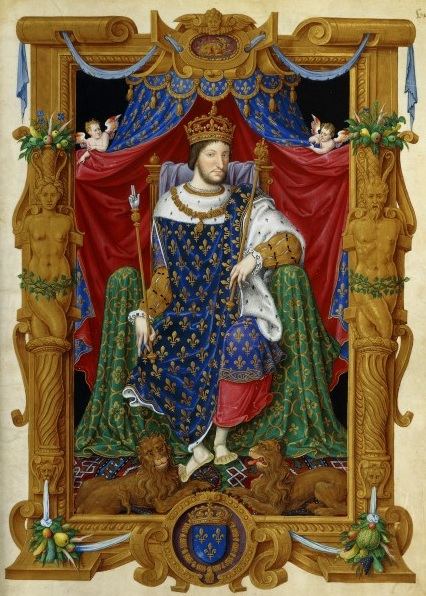
Sacre de François Ier, en manteau bleu fleurdelisé.
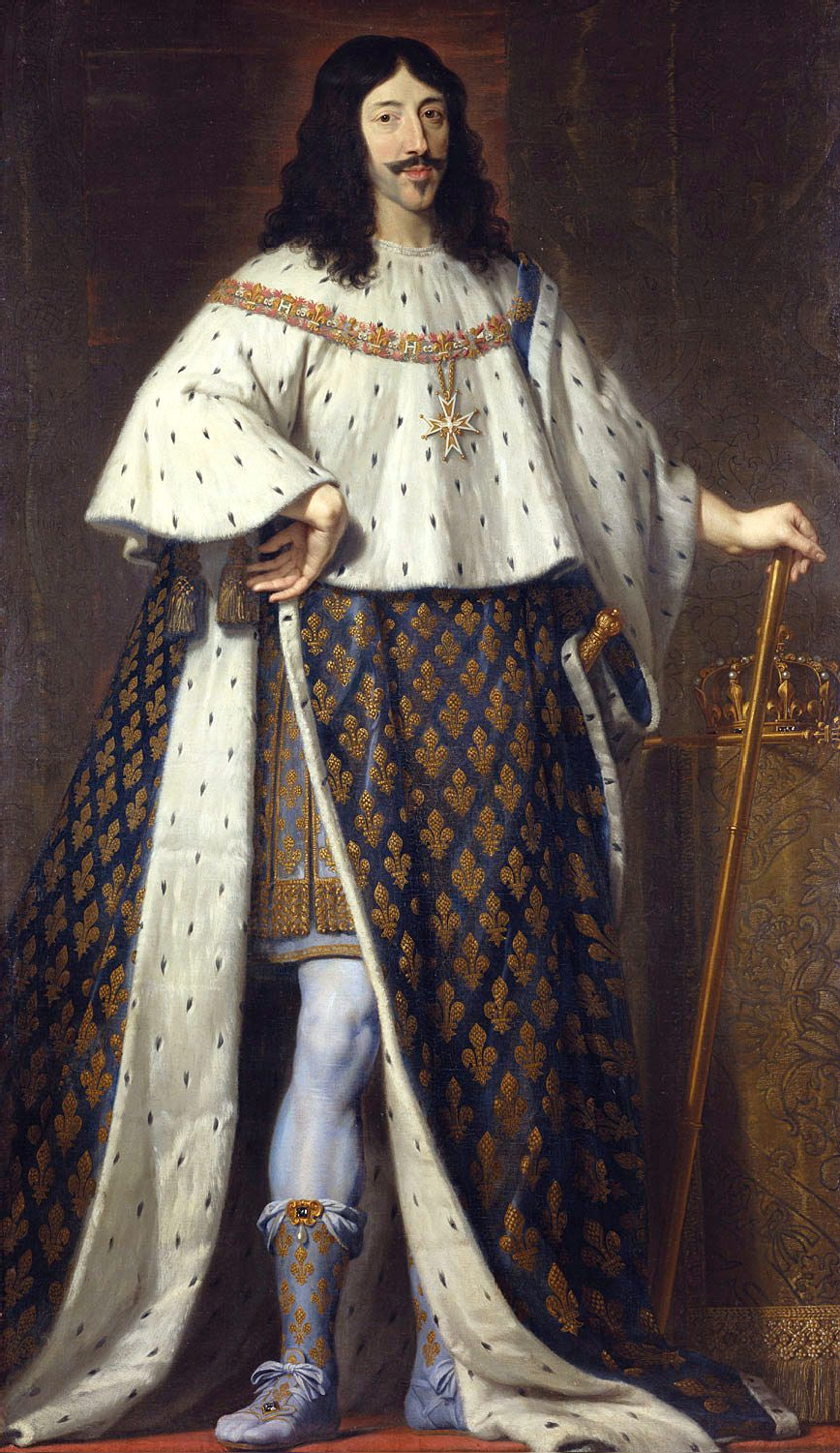
Portrait de Louis XIII en habits de sacre dont le manteau bleu fleurdelisé.
Portrait de Louis XIV en habits de sacre dont le manteau bleu fleurdelisé.
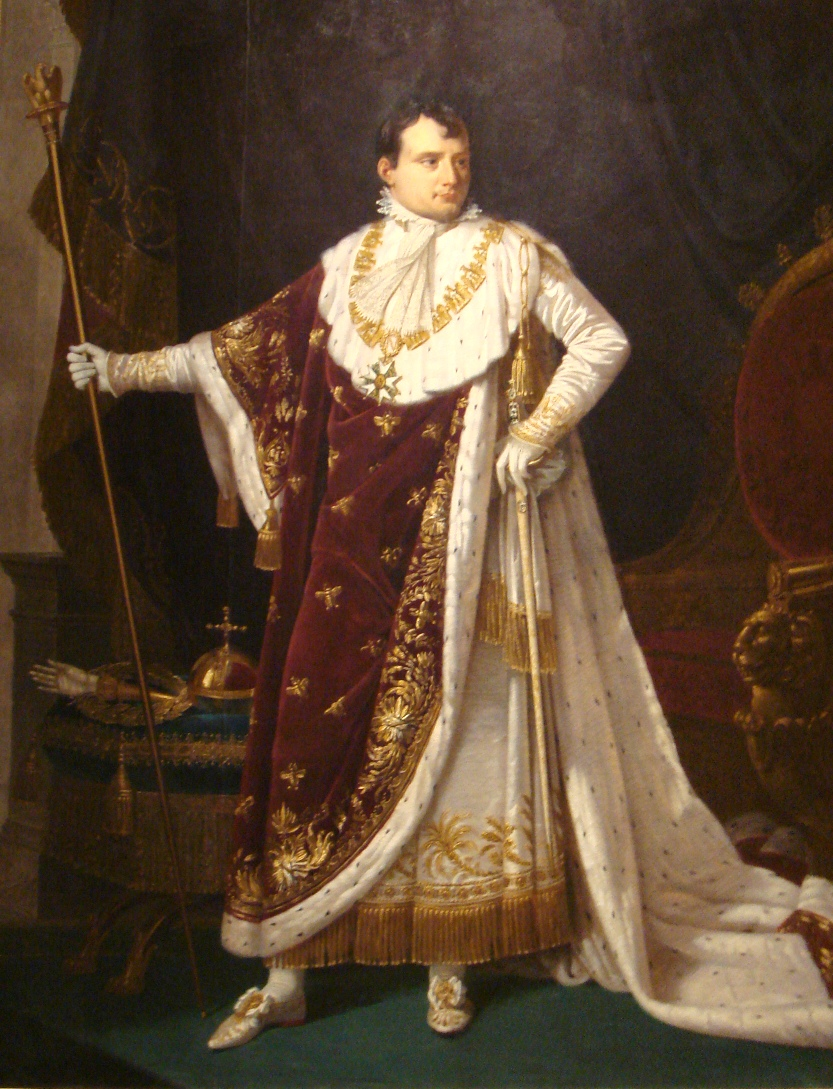
Portrait de Napoléon Ier en habits de sacre dont le manteau rouge orné d'abeilles d'or.
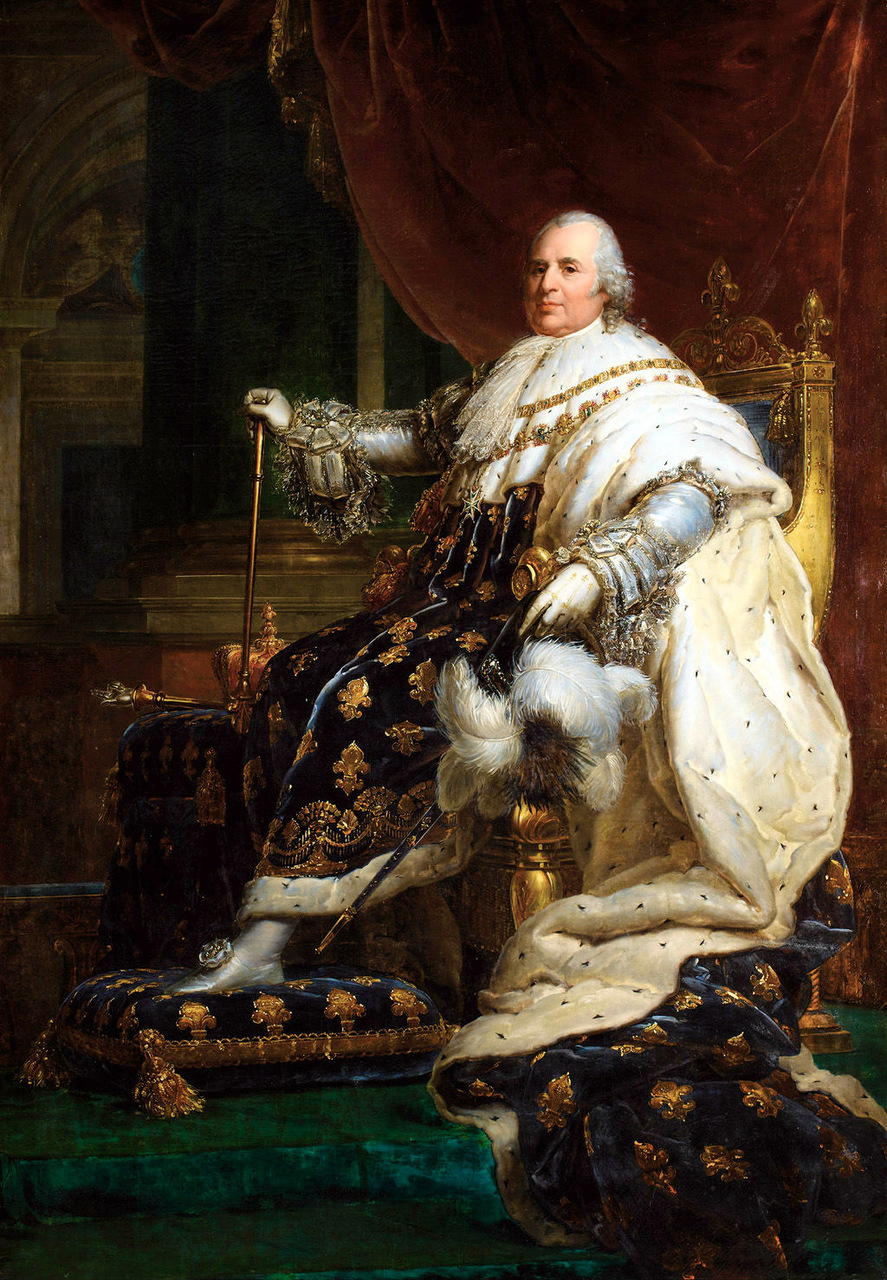
Portrait de Louis XVIII en habits de sacre dont le manteau bleu fleurdelisé.
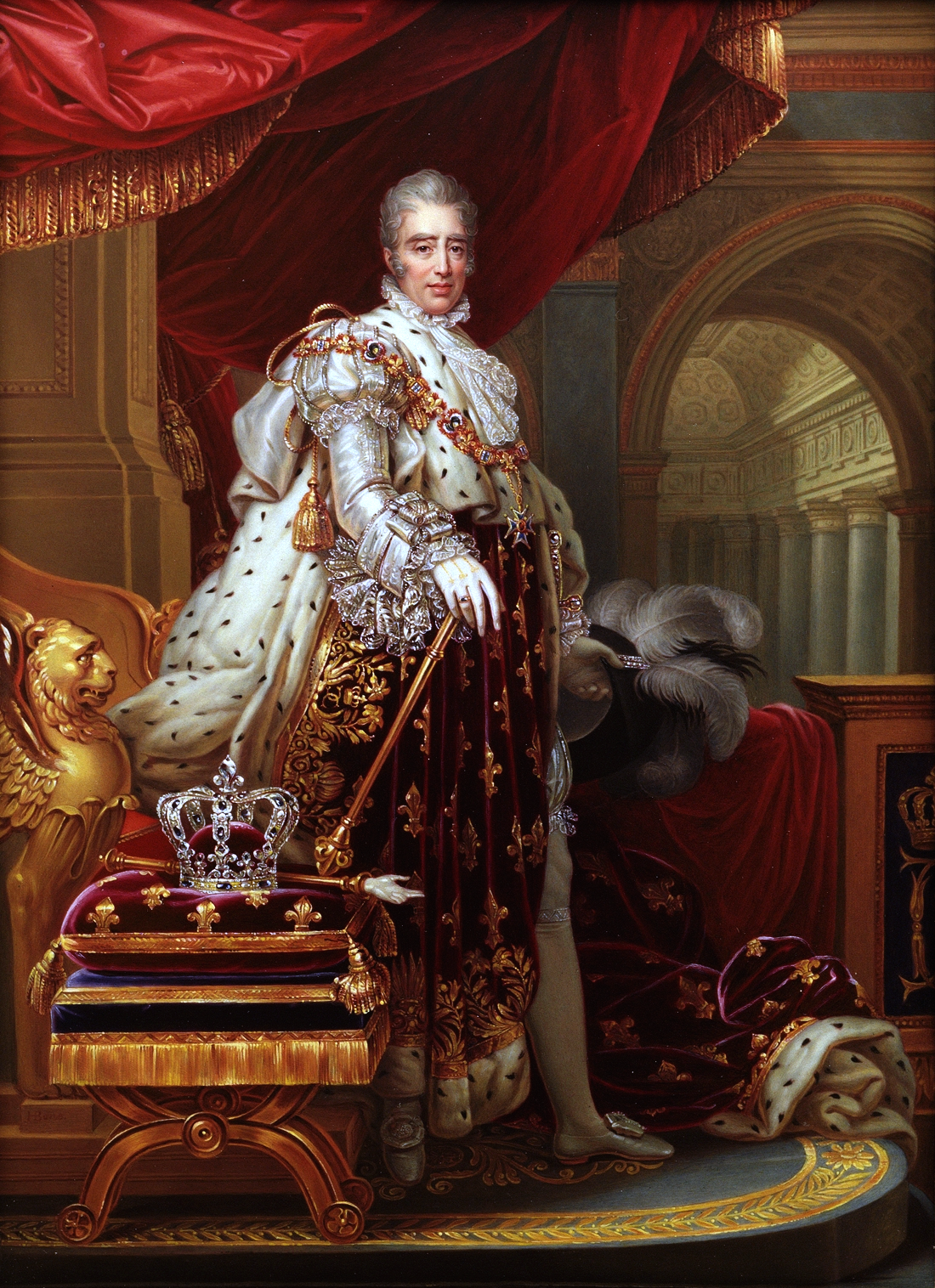
Portrait de Charles X en habits de sacre dont le manteau bleu fleurdelisé.